# Barbara Hohenzollern (1464–1515)
Barbara Hohenzollern (ur. 29 lub 30 maja 1464 w Ansbach, zm. 4 września 1515) – margrabianka brandenburska, księżna głogowska.

## Życiorys
Była córką Albrechta Achillesa, margrabiego brandenburskiego, i jego drugiej żony Anny, księżniczki saskiej.
11 października 1472 w Berlinie poślubiła księcia Henryka XI głogowskiego, po śmierci małżonka w 1476 do śmierci zamieszkała na zamku w Krośnie Odrzańskim, który stał się odtąd „siedzibą wdów”.
19 lub 20 sierpnia 1476 we Frankfurcie nad Odrą poślubiła per procura Władysława II Jagiellończyka. Właściwy ślub i koronacja Barbary miały odbyć się w Pradze 17 lutego 1477. Termin ten, przekładany przez Władysława II Jagiellończyka nie został dotrzymany. Król nie był już zainteresowany ożenkiem z Barbarą, gdyż utraciła ona swój posag – odziedziczone po zmarłym mężu księstwo głogowskie, które zajął zbrojnie Jan II Szalony popierany przez Macieja Korwina. Pomimo starań ze strony Hohenzollernów, aby małżeństwo doszło do skutku, król wycofał się z wcześniejszych umów małżeńskich z Barbarą. Formalnie małżeństwo to zostało rozwiązane w 1500.
Barbara 25 lipca 1492 zwolniła Władysława II Jagiellończyka z wszystkich zobowiązań małżeńskich, a także dążyła do przeprowadzenia rozwodu w Rzymie. Powodem były jej potajemne zaręczyny ze szlachcicem Konradem von Heydek. W 1493 bracia Barbary, by nie dopuścić do tego małżeństwa, uwięzili ją w zamku Plassenburg, gdzie spędziła kilkanaście lat w odosobnieniu.
Nie wiadomo gdzie zmarła. Została pochowana w klasztorze w Heilsbronn.